# Abenteuer im Roten Meer
Der Film Abenteuer im Roten Meer ist ein dokumentarischer Bericht mit Spielfilmhandlung über die Expedition des Tauchpioniers Hans Hass 1950 nach Port Sudan an das Rote Meer. Handlungsfaden ist die Suche nach dem legendären Manta und die Annäherung an den Walhai. Die Hauptrolle spielt Lotte Hass. Der Film zählt heute zu den bedeutendsten Beiträgen des Unterwasserfilms.

## Handlung
Port Sudan ist der Ausgangspunkt für die Expedition ins Rote Meer. Drückende Hitze liegt über der Hafenstadt. Mitten im geschäftigen Treiben auf dem Marktplatz Lotte Hass (damals noch Assistentin und noch nicht die Ehefrau von Hans Hass) beim Verhandeln über den Preis von Fisch – mit ihren langen blonden Haaren und Hosen eine sehr auffällige Erscheinung zwischen den Muslimen. Die Einheimischen drängen sich neugierig um sie.
Die ersten Tage vergehen mit kleineren Tauchfahrten und Ausflüge in die Umgebung. In der Ruinenstadt Suakin schwimmt Lotte zwischen den Korallenriffen und setzt durch, dass sie wie die anderen Expeditionsmitglieder auch ein Tauchgerät benutzen kann. Man taucht nach Muscheln und Korallen, harpuniert Zackenbarsche, macht Ausflüge auf eine Vogelinsel oder mit Kamelen in ein Dorf.
Plötzlich beginnt das Abenteuer: Der Fischer Machmoud berichtet von einem sagenumwobenen Wasserungeheuer, das die Fischer immer wieder in Aufregung versetzt. Mit einem Charterschiff beginnt Hass die Suche. Bei ersten Begegnungen mit Haien wird die Wirkung von in die Tiefe geleiteten Tonaufnahmen erprobt. Bei einem Walzer von Johann Strauss umkreisen Schwärme neugieriger Fische den Lautsprecher. Auch die Taucher können sich der Musik nicht entziehen: Sie tanzen ein Unterwasserballett. Unbemerkt von der Gruppe hat Lotte ein Schiffswrack entdeckt und gerät dabei in eine gefährliche Situation, aus der sie sich dann doch selbst retten kann.
Endlich sind Machmouds „Ungeheuer“ gefunden: Walhai und Manta. Der riesige Walhai schwebt ruhig im Wasser, während die Taucher ihn filmend umschwimmen, ihn gar berühren können. Diese Aufnahmen machen Expedition und Film zu einem außerordentlichen Erlebnis.
Noch einmal gerät Lotte in Lebensgefahr. Zwei große Mantas kommen direkt auf sie zu! Eduard Wawrowetz im Boot reißt das Gewehr hoch und drückt ab. Das Geschoss schlägt dicht neben Lotte Hass durch die Oberfläche und trifft eines der angriffslustigen Tiere. In wütendem Toben braust das Ungeheuer direkt über der furchtlosen Lotte hinweg. Happy End der Expedition.

## Hintergrund
Die Überwasseraufnahmen wurden mit der 35-mm-Arriflexkamera gedreht, die Unterwasseraufnahmen mit 16-mm-Siemenskameras. Der Film ist durchgehend in Schwarzweiß.
Die Expeditionsmitglieder spielten sich selbst in ihren jeweiligen Rollen. Sie waren Laiendarsteller, keiner hatte schauspielerische Erfahrung.
Hass konnte die Weltrechte an RKO Pictures verkaufen. Die deutsche und die englische Version des Films unterscheiden sich in Details, z. B. wurde die Anfangsszene am Markt minimal gekürzt bzw. umgeschnitten. Darüber hinaus scheint die englische Version für das US-Publikum ein weiteres Mal umgeschnitten worden zu sein. In der englischen Fassung wird der Kommentar ebenfalls von Hans Hass selbst gesprochen.
Die Premiere in Deutschland war im September 1951; die österreichische Uraufführung fand am 21. September 1951 in der „Urania“, Wien, statt.
Gemeinsam mit Hass’ Menschen unter Haien (1951) und den Arbeiten von Jacques-Yves Cousteau (Die schweigende Welt, 1956; Welt ohne Sonne, 1964) wird Abenteuer im Roten Meer heute zu den bedeutendsten Beiträgen des Unterwasserfilms gezählt.

## Auszeichnungen
„Abenteuer im Roten Meer“ erhielt 1951 beim 2. Mostra Internazionale del Film Scientifico e del Documentario d’Arte in Venedig den Internationalen Preis für lange Dokumentarfilme („Premio Internazionale del Documentario di Lungo metraggio“).
Diese Filmfestspiele für wissenschaftliche, kulturelle und dokumentarische Filme waren bis 1950 eine Unterkategorie der Internationalen Filmfestspiele Venedig gewesen, bevor sie als eigenständiger Wettbewerb ausgegliedert und unabhängig von der Biennale Venedig geführt wurden.
Die FBL zeichnete den Film mit dem Prädikat wertvoll aus, das Land Berlin erklärte ihn für kultursteuerfrei.

## Streit um Gagen
Im Angesicht des großen Erfolges, den der Film weltweit hatte, fühlten sich zwei der Expeditionsmitglieder übervorteilt. Beide verklagten Hass Anfang 1953 bei dem Wiener Arbeitsgericht um Nachzahlung von fast 95.000 Schilling an Gagen und Honoraren für ihre Mitwirkung an dem Film. Als Rechtsanwalt wählten sie den Staranwalt und späteren österreichischen Justizminister Christian Broda. Die Streitigkeit wurden in aller Öffentlichkeit ausgetragen, erregte viel Aufsehen und ging wochenlang durch Zeitungen und Gazetten Deutschlands, Österreichs und der Schweiz. Obwohl Hass es zunächst rundum ablehnte, einen Vergleich zu schließen, kam es schließlich doch dazu – 40.000 Schilling musste Hass als nachträgliche „Gefahrenzulage“ zahlen. Als diese Summe verlautbart wurde, meldete auch ein dritter Teilnehmer Ansprüche an. Um einen zweiten Prozess zu vermeiden, zahlte Hass auch an ihn eine „Gefahrenzulage“, die alle weiteren Ansprüche abdeckte.

## Sonstiges
Thomas Ballhausen befasste sich 2007 im Rahmen des Wiener Symposiums „Grenzflächen des Meeres“ unter anderem auch mit der wissenschafts-philosophischen Einordnung des Films „Abenteuer im Roten Meer“.